# Back 2 U
Back 2 U è un singolo del DJ statunitense Steve Aoki e del DJ romeno Boehm, pubblicato il 19 maggio 2016 dalla Ultra Music.
Il singolo ha visto la partecipazione del gruppo musicale indie rock Walk the Moon.

## Video musicale
Il video è stato reso disponibile il 10 giugno 2016 attraverso il canale YouTube della Ultra Music e mostra i due DJ e il frontman dei Walk the Moon Nicholas Petricca circondati da varie persone intente a farsi dei selfie.

## Tracce
Download digitale
1. Back 2 U (feat. Walk the Moon) – 4:35

Download digitale – Extended Mix
1. Back 2 U (feat. Walk the Moon) – 6:35

Download digitale – Remixes
1. Back 2 U (feat. Walk the Moon) (Steve Aoki & Bad Royale Remix) – 4:23
2. Back 2 U (feat. Walk the Moon) (Unlike Pluto Remix) – 3:37
3. Back 2 U (feat. Walk the Moon) (Breathe Carolina Remix) – 4:45
4. Back 2 U (feat. Walk the Moon) (DBSTF Remix) – 5:14
5. Back 2 U (feat. Walk the Moon) (Felguk Remix) – 3:57
6. Back 2 U (feat. Walk the Moon) (FTampa Remix) – 4:34

Download digitale – William Black Remix
1. Back 2 U (feat. Walk the Moon) (William Black Remix) – 3:58

## Classifiche
| Classifica (2016)              | Posizione massima |
| ------------------------------ | ----------------- |
| Stati Uniti (dance/electronic) | 23                |